# 赤井邦男
赤井 邦男（あかい くにお、1941年（昭和16年）7月14日 - ）は、日本の政治家。元北海道紋別市長。

## 経歴
紋別市出身。旧北海道紋別高等学校卒業。石材店を経営する。
1977年（昭和52年）6月より紋別市議会議員に6期当選し、同議長を経て、1997年（平成9年）6月に紋別市長に当選した。
2005年（平成17年）まで2期務めた。